# Pháo
Nguyễn Diệu Huyền (Tuyên Quang, 28 de marzo de 2003), más conocida por su nombre artístico Pháo, es una cantante y compositora de rap y V-pop vietnamita. Es reconocida por ser la cantante del sencillo viral 2 Phút Hơn.

## Biografía
Creció en Tuyên Quang. En 2021 se trasladó a Hanói. El nombre Pháo fue elegido por ella ya que simboliza la pasión, aunque en una entrevista anterior declaró que se derivaba del nombre de un personaje de la comedia Kim Chi Cà Pháo. A partir de 2020, era estudiante de la Escuela de Arte de Hanói.
Pháo comenzó a rapear en torno a 2018. Ha dicho que admira a Cardi B y a la también rapera vietnamita Kimmese. No fue conocida por el gran público hasta la canción 2 Phút Hơn con el productor y DJ vietnamita Masew, que obtuvo más de 30 millones de visitas. El remix de KAIZ de esta última canción ganó popularidad mundial y ocupó el primer puesto en la lista de música de Shazam. También participó en el programa de televisión vietnamita King of Rap. En 2021, lanzó una nueva versión de 2 Phút Hơn con el rapero estadounidense Tyga, de ascendencia parcialmente vietnamita.

## Discografía

### Sencillos
- 2 Phút Hơn (2020)
- Nói Dối (con HIEUTHUHAI)
- Sập (con Tez O.Alquimista y Megazetz) (2022)